# ジーリグ・エシュハー
ジーリグ・エシュハー（Zelig Eshhar, 1941年2月25日 - 2025年7月3日）は、イスラエルの免疫学者。ワイツマン科学研究所教授。主な業績はCAR-T細胞の開発。

## 来歴
イギリス委任統治領パレスチナのレホヴォトでポーランド系ユダヤ人入植者の家庭に生まれた。イスラエル国防軍での兵役を除隊後、キブツに入り、農業に従事した。ヘブライ大学農学部を卒業後、第三次中東戦争に召集され、復員後に同大学院から生化学のM.Sc.を取得し、ワイツマン科学研究所で免疫学のPh.D.を取得した。ハーバード大学医学大学院のバルフ・ベナセラフ研究室でポスドク研究を行った後、1976年にワイツマン科学研究所の研究助手となり、1994年から現職。また2012年からはテルアビブ大学医学部で客員教授も兼任している。
2025年7月3日死去。84歳没。

## 受賞歴
- 2014年 - マスリー賞
- 2015年 - イスラエル賞
- 2019年 - ウィリアム・コーリー賞
- 2021年 - ダン・デイヴィッド賞
- 2024年 - ガードナー国際賞、ウォーレン・アルパート財団賞

## 参照リンク
- Zelig Eshhar, PhD Weizmann Institute of Science and the Tel Aviv Sourasky Medical Center